# لی جونگ جین
لی جونگ جین (کره‌ای: 이정진؛ زادهٔ ۲۵ مه ۱۹۷۸) بازیگر اهل کره جنوبی است. از آثاری که در آنها ایفای نقش کرده‌است می‌توان به کی ۲ (۲۰۱۶) و پادشاه: سلطنت ابدی (۲۰۲۰) اشاره کرد.